# Рассказов, Николай Тимофеевич
Никола́й Тимофе́евич Расска́зов (19 декабря 1921, Ключи, Пензенская губерния — 2004, Краснодар, Россия) — советский футболист и тренер, нападающий. Заслуженный тренер РСФСР (1961).

## Карьера

### Клубная
Заниматься футболом начал в команде «Темп» в городе Баку, куда переехал вместе с семьёй (родителями, тремя братьями и двумя сёстрами) в возрасте 9-ти лет. Затем, из-за начавшейся войны, о футболе Николаю пришлось на некоторое время забыть и отправиться на фронт. После завершения войны Рассказов снова вернулся к любимому занятию — игре в футбол. С 1946 по 1947 год выступал за «Крылья Советов» из Молотова. В 1948 году перешёл в «Нефтяник» из Баку, в котором выступал до 1951 года включительно. В составе «Нефтяника» на высшем уровне сыграл 30 матчей и забил 1 гол в первой группе в сезоне 1949 года и провёл 21 матч и забил 2 мяча в классе «А» в сезоне 1950 года. В 1952 году перешёл в краснодарское «Динамо», в составе которого, однако, играл не очень долго, и уже в 1953 году завершил карьеру игрока, сказались последствия полученных на войне ранений.

### Тренерская
После завершения карьеры игрока занялся тренерской деятельностью. В качестве главного тренера руководил «Кубанью» с 1956 по 1959 год, 3 месяца в 1964 году и с 1969 по 1970 год, майкопским «Урожаем» и махачкалинским «Динамо» в 1971 году. Помимо этого, в 1969 году занимал должность начальника команды в «Кубани».

## Награды
- Заслуженный тренер РСФСР (1961).
- Орден Отечественной войны II степени (06.04.1985)[4].